# VIe législature du Parlement écossais
La VIe législature du Parlement écossais est une législature du Parlement écossais qui a débuté le 13 mai 2021. Elle est issue des élections du 6 mai précédent.

## Composition
| Parti                                                  | Parti                                                  | Mai 2021 |
| ------------------------------------------------------ | ------------------------------------------------------ | -------- |
| •                                                      | Parti national écossais                                | 64       |
|                                                        | Parti conservateur                                     | 31       |
|                                                        | Parti travailliste                                     | 22       |
|                                                        | Parti vert                                             | 7        |
|                                                        | Libéraux-démocrates                                    | 4        |
|                                                        | Présidente du parlement                                | 1        |
| Total                                                  | Total                                                  | 129      |
| Majorité gouvernementale                               | Majorité gouvernementale                               | -1       |
| Majorité gouvernementale après l’accord SNP-Parti vert | Majorité gouvernementale après l’accord SNP-Parti vert | 14       |

Partis gouvernementaux désignés par des balles (•)

## Gouvernement successifs
| Gouvernement | Dates (Durée)                                          | Parti(s) | Premier ministre | Premier ministre | Vice-premier ministre | Vice-premier ministre |
| ------------ | ------------------------------------------------------ | -------- | ---------------- | ---------------- | --------------------- | --------------------- |
| Sturgeon III | 18 mai 2021 - 29 mars 2023 (1 an, 10 mois et 10 jours) | SNP      |                  | Nicola Sturgeon  |                       | John Swinney          |
| Yousaf       | depuis le 29 mars 2023 (1 an, 11 mois et 13 jours)     | SNP      |                  | Humza Yousaf     |                       | Shona Robinson        |

## Historique

### Investiture
Nicola Sturgeon est réélue Première ministre le 18 mai 2021 face à Douglas Ross et Willie Rennie. Les travaillistes et les Verts se sont abstenus.
|            | Nicola Sturgeon | SNP                 | 64 |  |  |  |  |  |
|            | Douglas Ross    | Conservateur        | 31 |  |  |  |  |  |
|            | Willie Rennie   | Libéraux-démocrates | 4  |  |  |  |  |  |
|            |                 |                     |    |  |  |  |  |  |
| Abstention | Abstention      | Abstention          | 28 |  |  |  |  |  |

### Accord de Bute House

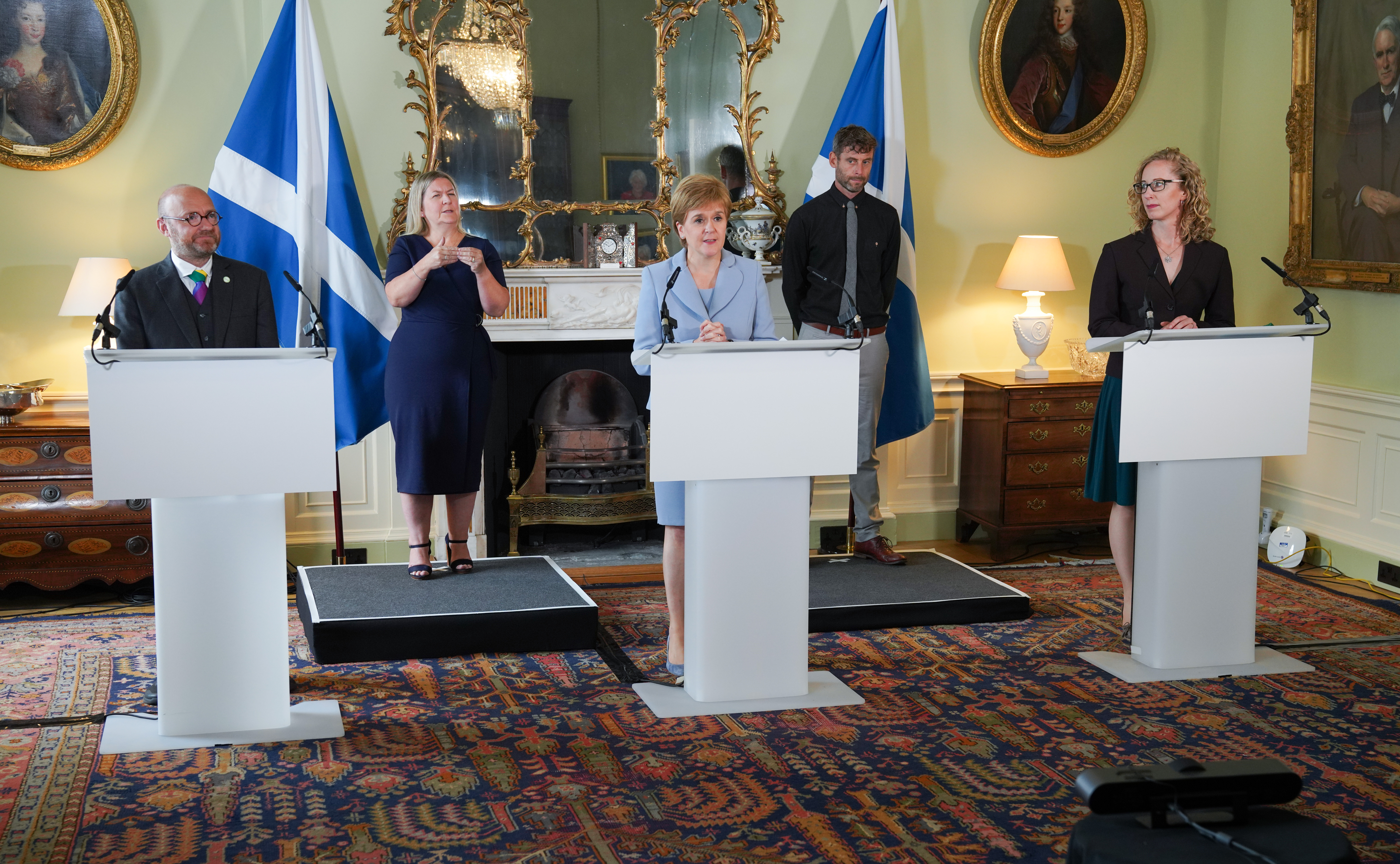
Accord à Bute House en 2021

En août 2021, le Parti vert écossais conclu un accord de coopération avec le Parti national écossais. L'accord prévoit que deux députés verts seront nommés ministres au sein du gouvernement, les deux parties acceptant de fournir une plateforme politique commune dans des domaines spécifiés et un soutien vert pour le gouvernement sur les votes de confiance et des subventions.